# Babahoyo
Santa Rita de Babahoyo è una città dell'Ecuador, capoluogo della provincia di Los Ríos e del Cantone di Babahoyo.
Ha una popolazione di circa 90.000 abitanti. la città è situata sulla riva sinistra del fiume omonimo, nell'esatto punto in cui la confluenza dei fiumi San Pablo e Caracol danno origine al fiume Babahoyo, affluente del fiume Guayas.
La città fu fondata il 27 maggio del 1869 ed inizialmente era situata nei pressi della confluenza dei fiumi Babahoyo e Caracol, sulla riva destra del fiume San Pablo. Inizialmente si chiamò Bodegas, qui si trovavano infatti i magazzini reali utilizzati per il controllo del commercio tra Guayaquil e le città situate sugli altipiani andini tra le quali la capitale, Quito. Le navi mercantili a vapore risalivano infatti il corso del fiume Babahoyo fino alla città dove le merci venivano poi trasferite per il trasporto via terra.
In seguito a numerosi incendi, il più devastante dei quali fu nel marzo del 1867, il governo decise di spostare la città nella sua posizione attuale.

## Economia
L'economia della città è legata all'agricoltura e all'allevamento. Tra le colitivazioni principali vi sono la tagua, ricavato dalla Phytelephas aequatorialis, il riso, il legno di balsa, la canna da zucchero e la frutta.

## Monumenti
La città non offre particolari attrattive, i quartieri nei pressi del fiume mantengono edifici in stile coloniale tra i quali le antiche abitazioni dei commercianti di cacao. All'interno del Parque 24 de Mayo si trova la cattedrale sulla quale si trova un grandissimo mosaico raffigurante la Vergine Maria.